# Пачук
Пачук (рос. пачук, англ. pachuca, Pachuca tank, нім. Patschuka-Behälter m, Trübenmischbütte f) — реактор, чан ємністю до 2000 м3 з пневмоперемішуванням пульпи. Застосовується при збагаченні корисних копалин вилуговуванням, зокрема уранових та золотовмісних руд, а також для сорбції з пульп. Аерацію і перемішування пульпи в пачуках здійснюють аероліфтами. Пачукова установка (рис.) для вилуговування складається з 5-10 послідовно з'єднаних пачуків. Регульована подача пульпи здійснюється аероліфтами з чана для підготовки пульпи у перший пачук. По пачуках пульпа переміщується самопливом.
Вперше пачук використано для вилуговування срібних руд у металургійному центрі Мексики Пачука, від якого і походить назва апарата.